# مروان سنادي
مروان سنادي ولد في (1 فيفري 2001 في فيتوريا-غاستيز في إقليم الباسك) شمال إسبانيا، هو لاعب كرة قدم مغربي في مركز قلب الهجوم، يلعب حالياً مع نادي أثلتيك بلباو الإسباني والمنتخب المغربي.

## مسيرته
ولد في فيتوريا جاستيز، ألافا، إقليم الباسك لأبوين مغاربة، مثل سنادي فريقي مسقط رأسه عندما كان شابًا. في 18 سبتمبر 2020، بعد الانتهاء من تدريبه، انضم إلى نادي الدرجة الثالثة أريزونابارا.

## روابط خارجية
- مروان سنادي على موقع إي إس بي إن إف سي (الإنجليزية)
- مروان سنادي على موقع قاعدة بيانات كرة القدم.إي يو (الإنجليزية)
- مروان سنادي على موقع Soccerway.com (الإنجليزية)
- مروان سنادي على موقع عالم كرة القدم.نت (الإنجليزية)
- مروان سنادي على موقع GSA (الإنجليزية)